# 黛安娜·狄克逊
黛安娜·狄克逊（英語：Diane Dixon，1964年9月23日—），美国女子田径运动员。她曾代表美国参加1984年和1988年夏季奥林匹克运动会田径比赛，获得一枚金牌和一枚银牌。